# Ion Lucian Matei
Ion Lucian Matei (n. 27 octombrie 1945) este un fost deputat român în legislatura 1996-2000, ales în județul Dolj pe listele partidului PNȚCD. Ion Lucian Matei a fost membru în grupurile parlamentare de prietenie cu Republica Federală Iugoslavia și Republica Populară Chineză. 